# Phlegmariurus eversus
Phlegmariurus eversus är en lummerväxtart som först beskrevs av Jean Louis Marie Poiret, och fick sitt nu gällande namn av B. Øllg. Phlegmariurus eversus ingår i släktet Phlegmariurus och familjen lummerväxter. Inga underarter finns listade i Catalogue of Life.